# Kaqchikel-K’iche’ miješani jezik
Kaqchikel-K’iche’ miješani jezik (ISO 639-3: ckz; cauque miješani jezik), miješani jezik kojim govori oko 2 000 Indijanaca u Gvatemali s glavnim središtem u selu Santa María Cauque. Ime dolazi po dva glavna jezika na kojima se temelji, cakchiquel [cak] i quiché [quc]

## Vanjske poveznice
- Ethnologue (14th)
- Ethnologue (15th)